# Sociedad Argentina de Artistas Plásticos
La Sociedad Argentina de Artistas Plásticos es una organización sin fines de lucro que nuclea a los artistas plásticos argentinos.

## Historia
Fue creada el 15 de diciembre de 1925
De los 41 artistas fundadores se destacan: Alberto Bruzzone, Enrique Prins, Nazar Anchorena, Emilio Pettoruti, Augusto Marteau, Oliva Navarro, Mario Gánale, Soto Avendano, Agustín Riganelli, Alfredo Bigatti, Alberto Rozzi, Raquel Forner y Miguel Petrone. Seis meses después sus socios sumaban 110, figurando entre ellos Pedro Figari, José León Pagano, Eugenio Daneri, Enrique Policastro, Troiano Troiani, José Arato, Martín Malharro, Abraham Vigo, Lino Palacio, Thibon de Libian, Xul Solar y Marcelo T. de Alvear.
En el año 1938 se inauguran las filiales de la S.A.A.P. en Bahía Blanca, Santiago del Estero, Córdoba y Rosario. Estas dos últimas presididas por Deodoro Roca y Félix Pascual respectivamente.
En 1941 se crea la de Mendoza con la inauguración de su propio Salón de Otoño.
En agosto de 1936 aparece el primer número de la revista "Forma", órgano oficial de la S.A.A.P. y reflejo de todas sus inquietudes y sus actividades.
Entre los actos culturales de la S.A.A.P. se cuenta con innumerables exposiciones en sus salas así como también en salones del interior y exterior del país.
Ha organizado exposiciones y homenajes a Pablo Picasso, Federico García Lorca, Agustín Riganelli, David Alfaro Siqueiros, Raúl Gonzales Tuñón, Eduardo Sívori, Victorica, Rafael Alberti, Federico Millar, Abraham Vigo, Cándido Portinari, Aquiles Badi, José Arato, Emilio Pettoruti, Georges Braque, Enrique Policastro, Antonio Berni, Luis Seoane, Víctor Rebufo y muchos otros.
Se han organizado 75 Salones de Otoño y suman centenares los actos, conferencias, mesas redondas sobre diversos temas y talleres de todas las disciplinas. Todas estas actividades se han realizado en las sucesivas sedes de la entidad.

## Sedes
En su fundación lo fue el local del club "El Diapasón", posteriormente la Torre Barolo, la Galería Güemes y más tarde al fondo de los jardines de Florida 846, cuyas salas fueron modernizadas en 1960. Actualmente cuenta con su edificio propio "La casa del Artista" en Viamonte 458, C.A.B.A.